# رفعت جبريل
رفعت جبريل (15 مارس 1928 - 13 ديسمبر 2009) عسكري وسياسي مصري، شغل منصب وكيل أول المخابرات العامة، ورئيس هيئة الأمن القومي. بدأ حياته العملية ضابطا في الجيش المصري في سلاح المدفعية، وانضم إلى تنظيم الضباط الأحرار قبيل ثورة يوليو.
لقب بالثعلب لدوره في القبض على عدد من الجواسيس في عدة عمليات أشهرها «فؤاد محرم» «فولفغانغ لوتز» «المقدم فاروق الفقي وهبة سليم»، وتم تحويل قصة العملية الأخيرة إلى فيلم الصعود إلى الهاوية وأيضاً له عملية أخرى تحولت لمسلسل تليفزيوني حمل اسم الثعلب وقام بأداء دور رفعت جبريل الممثل نور الشريف.

## حياته المهنية
- رئيس هيئة الأمن القومي.[9]
- وكيل أول المخابرات العامة (أحيل إلى المعاش وهو في منصب وكيل أول المخابرات العامة في 16 يناير 1986 طبقاً لقرار رئيس الجمهورية رقم 9 لسنة 1986.[1][10][11]

## الأوسمة والأنواط والميداليات
- حصل على نوط الامتياز من الطبقة الأولى
- حصل على نوط الامتياز من الطبقة الثانية